# Jerzy Porębski (reżyser)
Jerzy Porębski (ur. 28 lutego 1956 w Bielsku-Białej) – polski reżyser, producent i scenarzysta.
Jest twórcą wielu filmów dokumentalnych o tematyce górskiej, a także agentem literackim w tej tematyce.